# Mons Tai

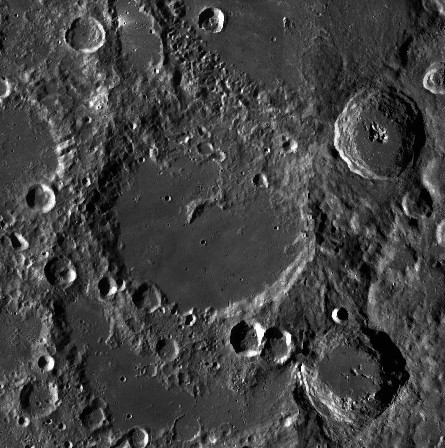
Le cratère Von Kármán sur la face cachée de la Lune, avec le Mons Tai en son centre.

Le Mons Tai est une montagne lunaire située sur la face cachée de la Lune, au centre du cratère Von Kármán. Elle a été nommée d'après le mont Tai, une montagne dans la province du Shandong en Chine. Le nom est approuvé par l'Union astronomique internationale le 4 février 2019 en l'honneur de l'alunissage réussi de la sonde chinoise Chang'e 4 dans le cratère Von Kármán. La montagne se situe à environ 46 kilomètres au nord-ouest du site d'alunissage de la mission.
Le Mons Tai a un diamètre de 24 kilomètres et se situe aux coordonnées sélénographiques −44,56, 175,83. Il a une altitude de −4 305 mètres, et se dresse à 1 565 mètres d'altitude au-dessus du fond du cratère Von Kármán.